# Діофантова апроксимація
Діофантова апроксімація або Діофантові наближення — розділ теорії чисел, в якому вивчаються питання розв'язання в цілих числах нерівностей або систем нерівностей з дійсними коефіцієнтами. Діофантові наближення вивчають, зокрема, наближення дійсних чисел раціональними. Так, у діофантових наближеннях наближення дійсного числа  {\displaystyle \alpha } раціональними {\displaystyle p/q}  буде найкращим діофантовим наближенням, якщо
{\displaystyle \left|\alpha -{\frac {p}{q}}\right|\leqslant \left|\alpha -{\frac {p'}{q'}}\right|,}
для кожного раціонального числа {\displaystyle p'/q'}  такого, що {\displaystyle 0<q'\leqslant q.}
Існують і інші варіанти наближень.
До діофантових наближень належить також теорія трансцендентних чисел.

## Історія
Діофантові наближення названо на честь Діофанта, який розв'язував алгебраїчні рівняння в цілих числах. Першим загальним методом діофантових наближень був алгоритм ланцюгових дробів. У теорії діофантових наближень застосовують геометричні та аналітичні методи. Видатні дослідження з діофантових наближень належать Діріхле, Чебишову, Ерміту, Мінковському, Вороному, І. М. Виноградову, Делоне, О. Я. Хінчину та іншим.